# Asău (Bacău)
Asău (ungarisch Aszó) ist eine Gemeinde im Kreis Bacău in der historischen Region Moldau in Rumänien, bestehend aus den Dörfern Apa Asău, Asău (Sitz), Ciobănănuș, Lunca Asău, Păltiniș und Straja.

## Geografische Lage
| Palanca      | Apa Asău                                    | Moinești  |
| Ciobănuș     | Kompassrose, die auf Nachbargemeinden zeigt | Moinești  |
| Valea Uzului | Păgubeni                                    | Comănești |

Die Gemeinde liegt im Nordwesten des Kreises in einer bergigen Gegend an der Grenze zum Kreis Neamț und umfasst einen großen Teil des Tals des Flusses Asău. Die bewohnten Ortschaften konzentrieren sich auf den Unterlauf dieses Flusses im Bereich seiner Mündung in den Trotuș, wobei sich die Stadt Comănești südöstlich und flussabwärts der Gemeinde Asău befindet. Die Gemeinde wird von der Nationalstraße DN12A durchquert, die Oneștiul mit Miercurea Ciuc verbindet, und von der Bahnstrecke Sfântu Gheorghe–Siculeni–Adjud durchquert, die von den Haltestellen Asău und Caralița bedient wird.

## Geschichte
Ende des 19. Jahrhunderts gehörten Teile der Gemeinde noch zu Comănești. Ein Jahrbuch von 1925 verzeichnet das Entstehen der Gemeinde Asău, die damals aus den Dörfern Apa Asău, Asău, Lunca Asău, Ciobănuș, Păltiniș und Straja sowie dem Weiler Gura Ciobănușului bestand, mit insgesamt 3120 Einwohnern. 1931 wurde die Gemeinde Goioasa von der Nachbargemeinde Agăș getrennt, zu der auch die Dörfer Ciobănănuș und Gura Ciobănușului gehörten. Im Jahr 1950 ging die Gemeinde in die Verwaltung des Kreises Moinești der Region Bacău über. Im Jahr 1968 kehrte sie zum Kreis Bacău zurück, der neu gegründet wurde, wobei auch die Dörfer Gura Ciobănănușului und Leorzeni (früher in der Gemeinde Goioasa) aufgelöst und mit dem Dorf Ciobănuș zusammengelegt wurden.

## Tourismus

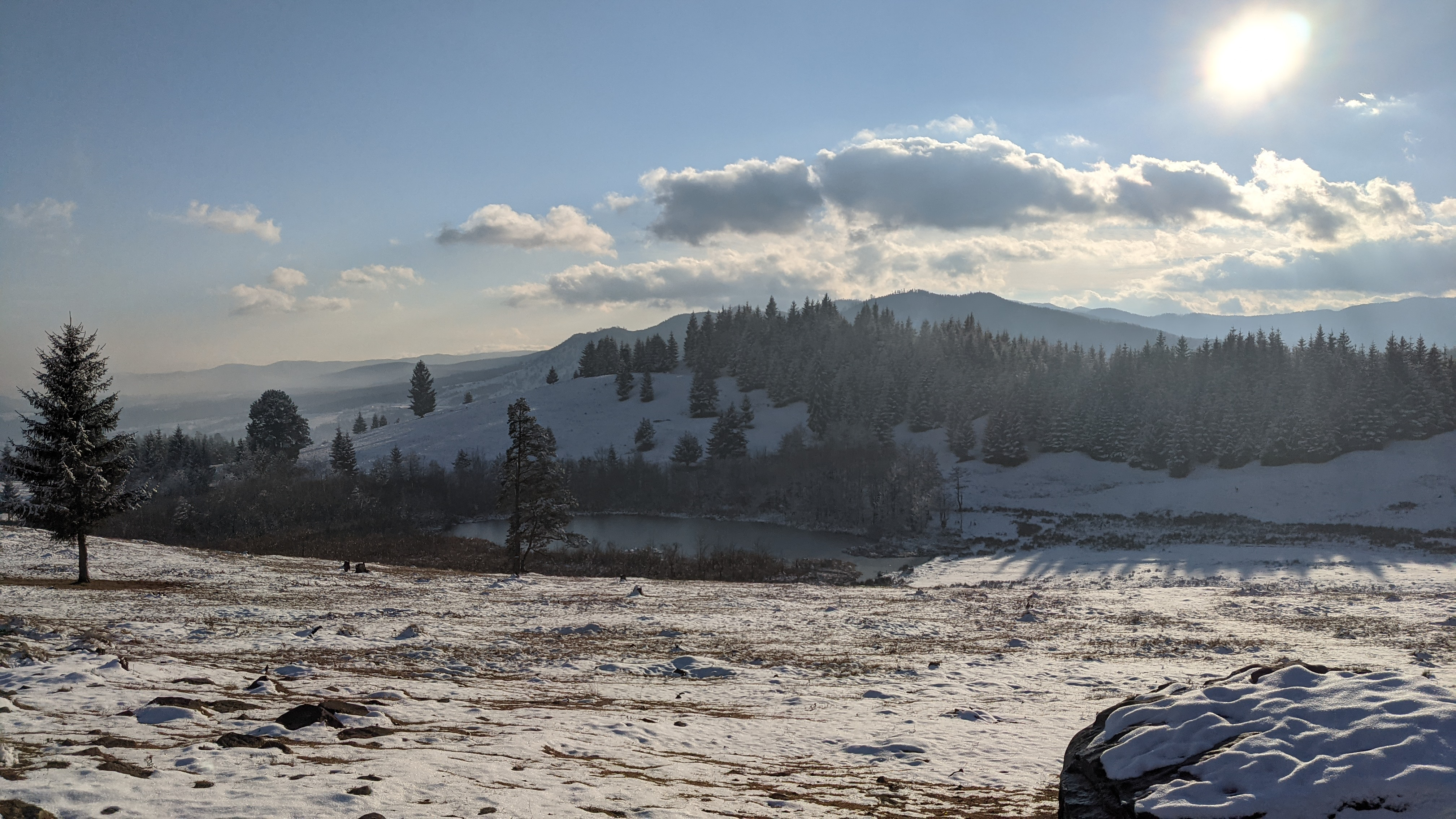
Osoi-See

In der Gemeinde Asău gibt es mehrere Sehenswürdigkeiten und historische Gebäude. Der Osoi-See ist mit einer Fläche von etwa 2 ha das Ergebnis eines massiven Erdrutsches, der sich an den südlichen Hängen des Preluca Tâlharului, einem der südöstlichen Ausläufer des Tarcău-Gebirges, ereignet hat.